# Duboka (żupania pożedzko-slawońska)
Duboka – wieś w Chorwacji, w żupanii pożedzko-slawońskiej, w gminie Čaglin. W 2011 roku liczyła 64 mieszkańców.